# Республіканська партія Вануату
Республіканська партія (англ. Vanuatu Republican Party, фр. Parti Républican de Vanuatu) — політична партія Вануату. На парламентських виборах 6 липня 2004 року здобула 4 місця з 52. Її засновник і лідер Максим Карлот Корман — колишній член Союзу поміркованих партій і колишній прем'єр-міністр від цієї партії. Корман та його Республіканська партія були учасниками коаліційного уряду на чолі з Національною об'єднаною партією Гама Ліні: Корман займав у тому кабінеті пост міністра земельних ресурсів.